# Willie Norwood
William Ray Norwood, Sr., professionellt känd som Willie Norwood, född 15 september 1955  är en amerikansk sångpedagog, gospelsångare och låtskrivare som har varit aktiv i musikbranschen sedan unga år. Han är far till artisterna Brandy och Ray J.

## Karriär

### 1975–1992
Willie Norwoods karriär började att ta form då han fick ett musikstipendium på Jackson State University i Mississippi, 1970. Där gick han med i en soulgrupp kallade "The Composers" och blev bandets huvudsångare och trumpetspelare. Bandet blev snabbt igenkänt i trakterna och flyttade till Hollywood där de tilldrog sig många lojala fans. The Composers var förband åt artister som Rufus, Chaka Khan och Lou Rawls.
Efter en tid i Hollywood började Norwoods religiösa tro att vittra upp allt mer och Willie och hans fru Sonja Bates-Norwood beslöt sig under det sena 1970-talet för att flytta tillbaka till McComb för att bilda familj och återfå "religiöst fokus". Norwoods arbete hos kyrkokören smittade sedan av sig på hans två barn Brandy och Ray J som visade ett stort intresse för musik.

### 1993–2007
År 1997 skrev Norwood låten "One Voice" till Brandys andra studioalbum Never Say Never (1998). Balladen blev ledmotivet till Unicef:s 50-årsjubileum år 1999. Efter att ha satt samman Brandys Never Say Never World Tour släppte Norwood sitt första kommersiella album- Bout It under sena 2001. Skivan släpptes av Atlantic Records och mottog en Dove Award nominering. Både Brandy och Ray J fanns med på skivan samt andra artister så som Khirk Whalum och Billy Preston. Den första och enda singeln, skivans titelspår, hade stor framgång på USA:s gospellista med hade aldrig några framgångar mainstreamt och låten tog sig aldrig in på Billboard Hot 100. Atlantic och Norwood gick skilda vägar en kort tid efter utgivningen. Bout It nådde en 13:e plats på Billboards gospellista. År 2002 började Willie att arbeta med sina barn på deras kommande album.
I Believe, sångarens andra CD släpptes den 23 maj 2006 under ett nytt skivbolag, Norwoods egna Knockout Entertainment. Skivan innehöll A cappella-låtar med influenser från sydstaterna.

### 2010–
Norwood syntes i två säsonger av realityserien Brandy and Ray J: A Family Business år 2010. Han var också delaktig i det tillhörande soundtrackalbumet A Family Business som släpptes följande år. Skivans ledande singel var balladen "Talk to Me" som släpptes i november 2010.
På senare år fokuserar Norwood på sitt arbete som sångpedagog i sin egen studio KnockOut Vocal Studio. och jobbar även med sin fru i deras företag Norwood Talent Agency Corporation (NTAC).

## Diskografi
Studioalbum
- 2001: Bout It
- 2006: I Believe
- 2011: A Family Business  (Album med familjen Norwood)

EP
- 2013: Merry Christmas